# La Lira d'Almenar
La Lira d'Almenar és una coral d'Almenar.

## Fundació
Es desconeix l'any exacte en què es va crear la coral i qui li va posar el nom. La Pasqua de 1900 era director del cor de caramelles d'Almenar Antoni Serrate, secretari de l'ajuntament i poeta, probablement, ell dona el nom a la Coral. Però el testimoni d'altres persones, com Josep Casiñé fan remuntar l'origen de les caramelles a mitjans del segle xix de la mà del senyor Bañeres. Cantaven els joves de casa Mauri, com a solista, i de casa Bendicho, entre d'altres, assajaven a la barana del fossar. Al voltant de 1915 el mestre senyor Franch reuní un grup de joves que assajaven cançons a veus i sortiren plegats a cantar pel poble, com a grup de caramelles. Aquest intent durà poc.
L'any 1942 un grup d'antics cantaires volien tornar a cantar. Fermí Juni, músic aficionat i amb l'ofici de sastre acceptà dirigir la Coral. A l'octubre d'aquell any ja assajaven amb mossèn Miquel Queralt Miranda, rector d'Alfarràs, que preparava al director i els cantaires. En la propera Pasqua Fermí Juni va sortir al carrer amb el "Coro", que era com l'anomenava els veïns d'Almenar i tingué una gran acollida.

## Legalització
L'any 1943 es comença el procés de legalització de la Coral per poder actuar en concursos i trobades i també accedir a possibles subvencions. Es nomenà una comissió per redactar el reglament i unir-se a l'organització oficial, "Educación y Descanso" de Lleida. S'especificà clarament que la finalitat de la "Societat Coral La Lira Almerense" era només cultural.
L'any 1944 legalitzada la Coral va ser convidada a una actuació al "Frontón" de Lleida, on reben el seu primer estàndard. A finals d'aquest any el senyor Juni dimiteix com a director de la Coral La Lira. L'any 1948 Joan Bardají Miranda que dirigia el cor parroquial i també cantava a la Lira és nomenat director de la Coral. El nomenament oficial va ser el dia 25 de novembre de 1948. I a la Pasqua de 1949 sortiren a cantar les caramelles.
L'any 1952 la Coral La Lira encara conserva l'estàndard cedit per "Educación y Descanso". El director de la Coral, Joan Bardají, amb el vot favorable de tots els cantaires van decidir fer un estàndard nou i amb català.

## Orfeó
L'any 1981 el "Coro" es convertí en Orfeól, perquè fins aquell moment la Coral estava formada per veus masculines i es va transformar en una coral de veus mixtes, masculines i femenines, amb aquest canvi podien cantar tota mena de peces musicals. El 18 de juny de 1983 l'Orfeó va fer una de les seves actuacions memorables, el dia del retorn de l'Àngel d'Almenar. Cantaren l'"Al·leluia del Messies", de Haendel.